# John Stumar
John Stumar (Budapest, 30 maggio 1892 – Los Angeles, 27 ottobre 1962) è stato un direttore della fotografia ungherese naturalizzato statunitense la cui carriera, iniziata all'epoca del muto, si concluse nel 1947, dopo trent'anni di attività, durante i quali prese parte a oltre cento e trenta film.
Era fratello di Charles J. Stumar, noto direttore della fotografia.

## Filmografia
- The Price Mark, regia di Roy William Neill (1917)
- Love Letters, regia di Roy William Neill (1917)
- Flare-Up Sal, regia di Roy William Neill (1918)
- Love Me, regia di Roy William Neill (1918)
- Naughty, Naughty!, regia di Jerome Storm (1918)
- Tyrant Fear, regia di Roy William Neill (1918)
- The Mating of Marcella, regia di Roy William Neill (1918)
- The Kaiser's Shadow (o The Kaiser’s Shadow; or, The Triple Cross), regia di Roy William Neill (1918)
- The Vamp, regia di Jerome Storm (1918)
- A Burglar for a Night, regia di Ernest C. Warde (1918)
- Green Eyes, regia di Roy William Neill (1918)
- The Marriage Ring, regia di Fred Niblo (1918)
- Vive la France!, regia di Roy William Neill (1918)
- Quicksand, regia di Victor Schertzinger (1918)
- Hard Boiled, regia di Victor Schertzinger (1919)
- Extravagance, regia di Victor Schertzinger (1919)
- The Homebreaker, regia di Victor Schertzinger (1919)
- Il fiore dei boschi (The Lady of Red Butte), regia di Victor Schertzinger (1919)
- L'onore del nome (Other Men's Wives), regia di Victor Schertzinger (1919)
- L'apache, regia di Joseph De Grasse (1919)
- His Wife's Friend, regia di Joseph De Grasse (1919)
- Black Is White, regia di Charles Giblyn (1920)
- The Dark Mirror, regia di Charles Giblyn (1920)
- La canzone dell'anima (The Song of the Soul), regia di John W. Noble (1920)
- Mother Eternal, regia di Ivan Abramson (1921)
- Shams of Society, regia di Thomas B. Walsh (1921)
- Anne of Little Smoky, regia di Edward Connor (1921)
- Pardon My French, regia di Sidney Olcott (1921)
- Cardigan, regia di John W. Noble (1922)
- Blaze Away, regia di William Hughes Curran (1922)
- The Super Sex, regia di Lambert Hillyer (1922)
- The Forgotten Law, regia di James W. Horne (1922)
- The Kingdom Within, regia di Victor Schertzinger (1922)
- Dollar Devils, regia di Victor Schertzinger (1923)
- Temporary Marriage, regia di Lambert Hillyer (1923)
- I predatori (The Spoilers), regia di Lambert Hillyer (1923)
- A Million to Burn, regia di William Parke (1923)
- L'orfanella di New York (The Darling of New York), regia di King Baggot (1923)
- A Lady of Quality, regia di Hobart Henley (1924)
- Daddies, regia di William A. Seiter (1924)
- Listen Lester. regia di William A. Seiter (1924)
- Champagne (Wine), regia di Louis J. Gasnier (1924)
- The Family Secret, regia di William A. Seiter (1924)
- The Tornado, regia di King Baggot (1924)
- Il prezzo del potere (The Price of Pleasure), regia di Edward Sloman (1925)
- L'uomo del mare (Head Winds), regia di Herbert Blaché (1925)
- Fifth Avenue Models, regia di Svend Gade (1925)
- A Woman's Faith, regia di Edward Laemmle (1925)
- The Home Maker, regia di King Baggot (1925
- The Love Thief, regia di John McDermott (1926)
- Down the Stretch, regia di King Baggot (1927)
- The Claw, regia di Sidney Olcott (1927)
- The Irresistible Lover, regia di William Beaudine (1927)
- Wild Beauty, regia di Henry MacRae (1927)
- Sarò tua (If You Could Only Cook), regia di William A. Seiter (1935)